# Caroline sur son banc
 (mai 2018).
Caroline sur son banc est un roman policier de Charles Exbrayat paru en 1976.

## Résumé

### Mise en place de l'intrigue
David Bolney, un jeune homme appartenant à une famille rurale du Sussex,  rencontre par hasard une demoiselle qui pleure sur un banc. Cela suffit pour qu’il s’intéresse à l’inconnue. Lorsque les relations deviennent plus sérieuses entre eux, elle lui dévoile une triste vérité : elle est call-girl, et la raison pour laquelle elle pleurait ce jour-là était le dégoût qu’elle a de sa profession.
David et sa famille décident d’accueillir Caroline en oubliant son passé. Mais elle est tuée avant de pouvoir les rejoindre. David et ses frères se lancent alors dans une enquête pour savoir qui est responsable de sa mort, et surtout qui est à la tête du réseau de proxénètes qui tient les filles de la région sous sa coupe.

### Enquête et aventures
Leurs efforts semblent plutôt contrariés par la police locale, en particulier l’inspecteur Buxted, implacable puritain qui semble moins condamner les proxénètes que leurs victimes, même si son supérieur, le commissaire Cowfold, qui le déteste ouvertement, tente de le freiner dans une affaire où les meurtres se multiplient parmi les gens auprès de qui David et ses frères tentent de trouver la vérité.

## Édition
Le roman paraît initialement en grand format à la Librairie des Champs-Élysées en 1976. Il est réédité en 1978 dans la collection Le Masque sous le no 1556.